# Self Control
„Self Control” – piosenka wykorzystana na trzecim albumie studyjnym amerykańskiej wokalistki Laury Branigan o tym samym tytule (1984). Pierwotnie wykonywana przez włoskiego muzyka Raffaele „Raf” Riefoli (1983).
Wyprodukowany przez Jacka White’a i Robbiego Buchanana utwór wydany został jako pierwszy z czterech singli promujących krążek Laury Branigan. Nagranie zostało hitem dookoła świata, zdobywając szczyty list przebojów w takich krajach, jak Austria, Kanada, Niemcy, Republika Południowej Afryki, Szwajcaria czy Szwecja. Piosenka zajęła też miejsce czwarte notowania Billboard Hot 100 oraz piąte na UK Singles Chart.

## Wersja Ricky’ego Martina
Na przestrzeni lat 1992−1993 cover piosenki nagrywał portorykański wokalista Ricky Martin. Jego wersja, hiszpańskojęzyczny utwór „Que día es hoy”, balansuje na granicy latynoskiego popu oraz muzyki tanecznej. Nagranie stworzono na drugi hiszpańskojęzyczny album studyjny portorykańskiego piosenkarza Ricky’ego Martina pt. Me amarás (1993). Wyprodukowany przez Juana Carlosa Calderóna oraz Mikela Herzoga, utwór wydany został jako drugi singel promujący krążek dnia 3 maja 1993 roku. „Que día es hoy” objął dwudzieste szóste miejsce amerykańskiego notowania Billboard Hot Latin Tracks.
Wydawnictwo promowano teledyskiem. Oficjalny remiks piosenki, zawarty zresztą na stronie B singla, znalazła się na trackliście albumu 17 (2008), kompilującego największe przeboje Martina.

## Inne wersje
Powstało wiele innych coverów utworu „Self Control”. Własne wersje piosenki nagrali popularni artyści, wśród których byli:
- Raffaele „Raf” Riefoli - współautor i pierwotny wykonawca piosenki;
- Royal Gigolos;
- Infernal;
- Paul Mauriat;
- Helena Vondráčková;
- Sheila;
- Ricky Martin;
- Antoine Clamaran.

Laura Branigan nagrała remiks swojego utworu. Wersja alternatywna, zatytułowana „Self Control 2004”, to piosenka dance/Hi-NRG. Nagranie wydano jako singel w styczniu 2004 roku. Piosenka zajęła miejsce dziesiąte w notowaniu Billboard Hot Dance Singles Sales.